# 京都市立朱雀第八小学校
京都市立朱雀第八小学校（きょうとしりつ すざくだいはちしょうがっこう）は京都府京都市中京区西ノ京中御門西町にある公立小学校。

## 沿革
- 1937年（昭和12年）1月8日 - 京都市立朱雀第八尋常小学校として現校地（現在の中京区西ノ京中御門西町25）に創立[1][3]
- 1941年（昭和16年） - 国民学校令により京都市朱雀第八国民学校と改称[4]
- 1947年（昭和22年） - 学制改革により京都市立朱雀第八小学校となる[4]。

## 通学区域
通学区域は、後述する「#朱雀第八学区」の範囲から西ノ京三条坊町の全部と西ノ京西中合町・西ノ京東中合町・西ノ京下合町・西ノ京桑原町の一部を除いたものである。

## 卒業後の進路
卒業後は基本的に京都市立朱雀中学校、京都市立北野中学校と京都市立西ノ京中学校に進学する。

## 交通アクセス
公共交通機関の最寄駅・停留所は以下のとおり。
鉄道
- 京都市営地下鉄東西線 西大路御池駅
- JR山陰本線（嵯峨野線） 円町駅

路線バス
- 西日本ジェイアールバス 西ノ京円町停留所
- 京都バス 西ノ京円町・伯楽町停留所
- 京都市営バス 西ノ京円町・伯楽町・西ノ京塚本町停留所

## 朱雀第八学区
朱雀第八学区（すざくだいはちがっく）は、京都市の学区（元学区）のひとつ。京都市中京区に位置する。朱雀第八小学校のかつての通学区域を範囲とする、京都市の地域自治の単位となっている。
朱雀第八学区の名称の朱雀のもととなるのは明治22年（1889年）の町村制施行に伴い、聚楽廻、西京村、壬生村が合併して成立した朱雀野村である。朱雀野村は大正7年（1918年）に西院村の一部と共に京都市下京区（当時）に編入され、編入された区域は下京第34学区となった。
下京第34学区は、昭和4年（1929年）に、学区名が小学校名により改称され、上京区・下京区から、左京区・中京区・東山区が分区されると、朱雀学区となり、中京区に属した。
学区内には、明治37年（1904年）に朱雀野小（のちに朱雀第一小と改称）が創立し、大正元年（1912年）には朱雀野第二小（のちに朱雀第二小と改称）、大正10年（1921年）には松原小（のちに朱雀第三小と改称）、昭和4年（1929年）に朱雀第四小、昭和5年（1930年）に朱雀第五小、昭和7年（1932年）に朱雀第六小、昭和8年（1933年）に朱雀第七小、昭和12年（1937年）に朱雀第八小が創立された。
昭和16年（1941年）に国民学校令の施行により学区の根拠が失われ（京都市の学区そのものは昭和17年（1942年）に廃止）、昭和16年6月に国民学校の通学区域を単位とする町内会連合会が発足。朱雀第八国民学校の通学区域を単位として朱雀第八町内会連合会が設置され、戦後のポツダム政令による解体ののち、住民自治の単位である現在の朱雀第八学区となった。

### 地理
朱雀第八学区は、中京区の北西端に位置し、北側が大将軍学区（北区）・仁和学区（上京区）、東側が朱雀第二学区・朱雀第四学区、南側・西側が右京区の花園学区・安井学区・太秦学区・山ノ内学区・西院第一学区と接する。区域は、概ね東は西大路通・紙屋川、北は妙心寺道の一筋北の通り、西は木辻通、南は三条通であり、西ノ京を冠称する町の一部から構成される。面積は1.047 平方キロメートルであり、中京区の学区（元学区）の中では最も大きな面積を持つ。

### 人口・世帯数
京都市内では、概ね元学区を単位として国勢統計区が設定されており、朱雀第八学区の区域に設定されている国勢統計区（中京区第12国勢統計区）における令和2年（2020年）10月の人口・世帯数は11,622人、5,950世帯である。

### 朱雀第八学区の通り

#### 東西の通り
- 妙心寺道（上ノ下立売通）
- 下立売通（下ノ下立売通）
- 丸太町通
- 旧二条通（旧太子道）
- 太子道（新二条通）
- 御池通
- 三条通

#### 南北の通り
- 西大路通
- 佐井東通
- 佐井通（春日通）
- 佐井西通
- 馬代通
- 西小路通
- 木辻通

### 朱雀第八学区の町名
- 西ノ京御輿岡町
- 西ノ京伯楽町
- 西ノ京馬代町
- 西ノ京中保町
- 西ノ京大炊御門町
- 西ノ京南大炊御門町
- 西ノ京藤ノ木町
- 西ノ京塚本町
- 西ノ京北円町
- 西ノ京円町
- 西ノ京西円町
- 西ノ京壺ノ内町
- 西ノ京小堀池町
- 西ノ京春日町
- 西ノ京月輪町
- 西ノ京徳大寺町
- 西ノ京島ノ内町
- 西ノ京三条坊町
- 西ノ京桑原町
- 西ノ京下合町[町 1]
- 西ノ京北壺井町
- 西ノ京南壺井町
- 西ノ京南円町
- 西ノ京中御門東町
- 西ノ京中御門西町
- 西ノ京南上合町[町 1]
- 西ノ京東中合町[町 1]
- 西ノ京西中合町

1. 1 2 3  一部が朱雀第八学区に含まれる。

### 交通
鉄道
- JR山陰本線（嵯峨野線）円町駅
- 京都市営地下鉄東西線 西大路御池駅
- 京福電気鉄道嵐山本線（嵐電） 西大路三条駅

路線バス
- 京都市営バス 京都バス 西日本JRバス 停留所
  - 西ノ京円町
- 京都市営バス 京都バス 停留所
  - 伯楽町
  - 西ノ京馬代町
  - 西大路三条
  - 三条春日
- 京都市営バス 停留所
  - 北野中学前
  - 太子道
  - 西ノ京塚本町
  - 西ノ京藤ノ木町
  - 西大路御池
  - 西小路御池

### 主な施設
教育機関
- 花園大学（西ノ京壷ノ内町）
- 洛陽総合高等学校（西ノ京春日町）
- 京都市立西京高等学校・附属中学校（西ノ京東中合町）
- 京都市立北野中学校（西ノ京中保町）
  - 御土居跡
- 京都市立朱雀第八小学校（西ノ京中御門西町）

その他
- 京都西ノ京伯楽郵便局（西ノ京御輿岡町）
- 北野神社御旅所（西ノ京御輿岡町）
  - 瑞饋（ずいき）祭
- 島津製作所
  - 本社（西ノ京桑原町）
  - 三条工場（西ノ京徳大寺町）

### 歴史
史跡
- 御土居